# Brewmeister Armageddon
Brewmeister Armageddon is een Schots bier van hoge gisting. Het werd op 3 november 2012 geïntroduceerd als het sterkste bier ter wereld. Het bier wordt gebrouwen bij Brewmeister in Aberdeenshire, Schotland.
Het is een donkerbruin bier met een alcoholpercentage van 65%. Het hoge alcoholgehalte werd volgens de brouwers verkregen met de Eisbock-methode. De claim van sterkste bier ter wereld werd teniet verklaard toen zowel uit labanalyses als uit bekentenissen door de brouwers gebleken zou zijn dat er ethanol (zuivere alcohol) aan het bier werd toegevoegd om het alcoholpercentage zo hoog te krijgen. Daardoor mag het volgens de Britse wetgeving niet langer als bier getaxeerd en dus ook niet verkocht worden.